# Stanislaw Alexejewitsch Posdnjakow

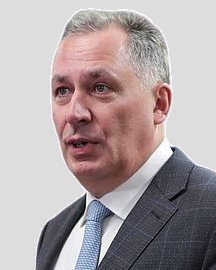
Posdnjakow, 2021

Stanislaw Alexejewitsch Posdnjakow (russisch Станислав Алексеевич Поздняков; * 27. September 1973 in Nowosibirsk) ist ein russischer Säbel-Fechter. Er wurde viermal Olympiasieger und gewann eine Bronzemedaille bei Olympischen Spielen sowie zehn Weltmeistertitel.

## Karriere
Bei den Olympischen Sommerspielen 1992 in Barcelona startete Stanislaw Posdnjakow für das Vereinte Team und gewann die Goldmedaille mit der Säbel-Mannschaft. Bei den Olympischen Sommerspielen 1996 in Atlanta wurde er sowohl im Einzel als auch mit der Mannschaft Olympiasieger. Während Posdnjakow den Titel mit der Mannschaft bei den Olympischen Sommerspielen 2000 verteidigen konnte, erreichte er dort im Einzel nur den neunten Rang. Vier Jahre später, bei den Olympischen Sommerspielen 2004 in Athen, erreichte er Platz sechs im Einzel und gewann Bronze mit der Mannschaft. 
Zwischen 1994 und 2007 gewann Stanislaw Posdnjakow im Einzel und mit der Mannschaft insgesamt zehn Weltmeistertitel, wurde fünfmal Vizeweltmeister und holte zweimal Weltmeisterschafts-Bronze
Von Juni 2016 bis zu seiner Absetzung durch ein Misstrauensvotum im Mai 2022 war er Präsident der European Fencing Confederation.
Seit Mai 2018 ist er Präsident des Russischen Olympischen Komitees. Am 15. Oktober 2024 kündigte er an, seinen Rücktritt zur nächsten Sitzung des Exekutivkomitees am 7. November einzureichen. Russland stehe vor „geopolitischen Herausforderungen“ und müsse die Führung auf allen Gebieten optimieren, darunter auch im Spitzensport. Posdnjakow schlug vor, das Exekutivkomitee solle im Dezember vorgezogene Neuwahlen abhalten.
Seine Tochter Sofija Posdnjakowa ist ebenfalls Fechterin.